# José Diaz de León
José María Diaz de León (* 1983 in Freiburg im Breisgau) ist deutsch-mexikanischer Jazzmusiker (Gitarre, auch Gesang, Komposition).

## Leben und Wirken
Diaz wuchs in Mexiko City auf, wo er im Alter von drei Jahren ersten Musikunterricht erhielt. Als Achtjähriger lernte er zunächst Geige, bevor er die Gitarre als Hauptinstrument wählte und bis 1995 am Instituto Artene in Mexico City unterrichtet wurde. Als Jugendlicher in Deutschland bildete er sich überwiegend autodidaktisch fort. Von 2004 bis 2007 studierte er an der Hochschule für Musik und Tanz Köln bei Stephan Scheuss, Werner Neumann, Jörg Lehnardt und Frank Haunschild Schulmusik mit Hauptfach Jazz-Gitarre; 2010 absolvierte er ein Auslandssemester am Brhaddhvani Research and Training Center of Musics of the World in Chennai (Indien) bei Karaikudi Subramanian.
Dank mehrerer Reisen nach Afrika, wo Diaz z. B. in Zusammenarbeit mit dem Goethe-Institut einen interkulturellen Workshop im Senegal leitete, sowie mehrerer Aufenthalte in Nord-, Mittel- und Südamerika lernte er weitere Musikkulturen kennen. Von Köln aus ist er als Bandleader und Sideman (zunächst im Quintett Antiquariat, mit dem 2013 das erste Album In dieser Stadt entstand) aktiv. Weiterhin arbeitete er mit FOXL, der Band von Rodrigo Lopez Klingenfuß, und mit Four Suns (mit Todd Clouser und Matthias Schriefl); er gehört zum kollaborativen Weltmusik-Quartett Antigua um Elsa Johanna Mohr, mit dem die Alben Astronauta und Trovador entstanden.
Mit seiner Worldjazz-Combo Pangea Ultima, zu der auch Christine Corvisier, Frederik Köster, Joscho Stephan und Diego Piñera gehörten, veröffentlichte Diaz bisher zwei Alben; das Debütalbum Espacios Abiertos (2017) wurde als „reizvolle Neudefinition kulturübergreifender Musik“ (Jazz thing) gelobt. Mit seinem Trio (mit Aarón Cruz und Gabriel Puentes) nahm er 2022 in Mexico das Album Niña Piña auf, das er in Deutschland in veränderter Besetzung vorstellte. Gemeinsam mit Sven Jungbeck und dem Bassisten Juan Camilo Villa gründete er das Trio Django Latino, das das Repertoire der lateinamerikanischen Musik mit den Mitteln des Gypsy-Jazz interpretierte (gleichnamiges Album bei GLM 2022). Weiterhin bildete er ein Trio mit Clemens Orth und Reza Askari, mit dem er 2024 mit der Gastsängerin Tamara Lukasheva die EP Aura veröffentlichte.

## Diskographische Hinweise
- Pangea Ultima: Espacios Abiertos (Neuklang 2017)
- Pangea Ultima: Camino a Mictlan (Lädy Bäm Records 2021)
- José Díaz de Leon Trio: Niña Piña (2022)